# Ufficio centrale israeliano di statistica

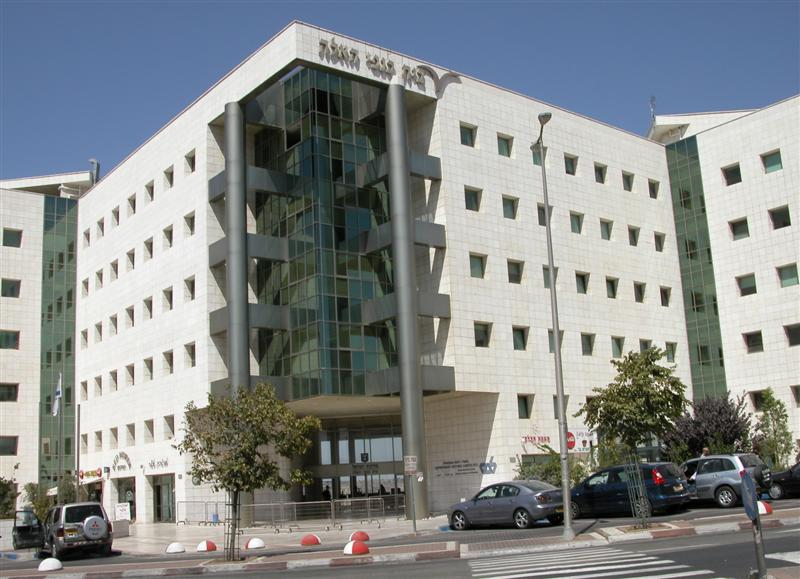
L'Istituto Centrale Israeliano di Statistica a Gerusalemme

L'Ufficio centrale israeliano di statistica (in ebraico הלשכה המרכזית לסטטיסטיקה‎?, HaLishka HaMerkazit LiStatistika), anche spesso abbreviato semplicemente con CBS (Israel Central Bureau of Statistics), è una istituzione governativa dello Stato di Israele creata nel 1949 che ha il compito di condurre indagini statistiche su tutti gli aspetti che interessano i cittadini di questo Stato. Fondatore (e primo direttore dell'Ufficio fino al 1971) è lo statistico italo-israeliano Roberto Bachi.. L'istituzione ha oggi la propria sede a Givat Shaul in un sobborgo di Gerusalemme con una seconda sede a Tel Aviv. I dati forniti dal CBS servono al governo israeliano per proporre nuovi disegni di legge. Inoltre i dati vengono resi disponibili per scopi scientifici e di ricerca da parte di questa istituzione. I dati forniti vengono raccolti secondo gli standard internazionali e vengono aggiornati ad intervalli regolari che possono essere a seconda dei casi di mesi, quadrimestri o anni. Di particolare importanza sono i dati raccolti an ambito economico. Tra i diversi compiti che competono a questa istituzione c'è anche quello di effettuare il censimento della popolazione.
I dati raccolti vengono pubblicati su diverse riviste e bollettini accessibili anche dalla popolazione.